# Chlorocypha hintzi
Chlorocypha hintzi är en trollsländeart som först beskrevs av Karl Grünberg 1914.  Chlorocypha hintzi ingår i släktet Chlorocypha och familjen Chlorocyphidae. Inga underarter finns listade i Catalogue of Life.